# Bullet For My Valentine
A Bullet For My Valentine egy walesi metalcore-zenekar, amelyet 1998-ban alapítottak Bridgendben.
Tagok: Matt Tuck (ének, ritmusgitár), Michael Paget (szólógitár), Jamie Matthias (basszusgitár) és Jason Bowld (dob).

## Története

### Kezdetek
A Bullet For My Valentine története 1996-ban kezdődött, amikor Tuck és Thomas a Trauma nevű együttesben játszott, ám Thomas úgy döntött, hogy nem szeretne többet gitározni. Elhagyta az együttest, és Paget segítségével elkezdett dobolni.
1998-ban ismét találkoztak a Bridgend-i kollégiumban, és megalapították az új zenekart, a 12 Pints of My Girlfriend's Blood-ot, majd elég hamar nevet változtattak Jeff Killed Johnra. Az együttes tagjai Matthew "Matt" Tuck (ének, gitár), Michael "Padge" Paget (gitár), Nick Crandle (basszusgitár) és Michael "Moose" Thomas (dobok) voltak.
Kezdetben csak Nirvana és Metallica feldolgozásokat játszottak, csak később kezdtek el saját dalokat írni. Ezekből kisebb átalakításokkal három maradt fenn: a 4 Words (to Choke upon) , a Nation to Nation (melyből később a Turn to Despair lett) és az Eye Spy (a későbbi Hit the Floor elődje).
1998-ban készült el az első demó CD-jük, a Better off Alone, majd 2001-ben a Don't Walk Away. Ennél a két lemeznél még mindent önerőből, producer nélkül csináltak.
2002-ben, a Pynci-rendszer által szponzorált, két dalt tartalmazó CD jelent meg, a You/Play with me; a producer Greg Haver volt.
Ugyanebben az évben, Steve Stranger lett a menedzserük, és körülbelül egy éven át dolgoztak együtt.
2003-ban jelent meg az öt dalt tartalmazó Jeff Killed John című EP, és az év vége felé kaptak lehetőséget egy újabb, négy dalt tartalmazó EP elkészítésére, ám Crandle távozott az együttesből. Ekkor nem sok kellett ahhoz, hogy végleg feloszlassák az együttest. Ekkor határozták el, hogy az akkor divatos nu metal stílus helyett saját stílust alakítanak ki. Nick Crandle helyére belépett Jason "Jay" James; aki gyakorlatilag helyet cserélt Crandle-el, ő ugyanis James előző, NUKE nevű együttesében játszott innentől fogva. Ekkor nevet változtattak, először Opportunity In Chicago-ra, majd később Bullet For My Valentine-ra.

### 2002–2005
Hónapokon keresztül koncertezett az együttes, hogy felhívja magára a kiadók figyelmét. 2004-ben egy londoni fellépés után, a Roadrunner Records ajánlott nekik lemezszerződést, amelyet visszautasítottak, majd a későbbiekben a Sony BMG-től is kaptak egy öt évre szóló ajánlatot, és egy Nagy-Britanniába szólót a Visible Noise-tól. Végül a Sonyra esett a választásuk, mondván, hogy ezzel sokkal több kapu nyílik meg előttük.
2004 októberében készül el az első videó, a Hand of Blood. November 15-én Colin Richardson producer segítségével Nagy-Britanniában megjelent az első EP-jük Bullet For My Valentine címmel, majd 30-án az Amerikai Egyesült Államokban is kiadták.

### The Poison (2005–2006)

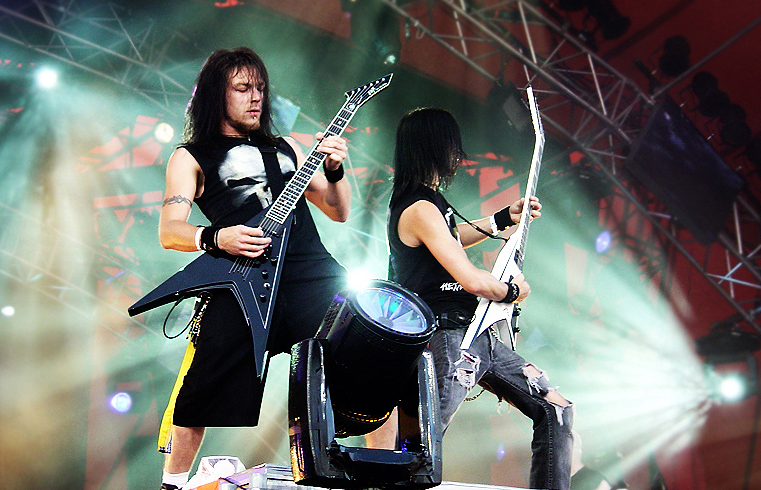
Paget és Tuck 2006-ban a Roskilde fesztiválon, Dániában.

2005 márciusában mutatták be először a 4 Words (To Choke Upon) videóklipjét, majd március 28-án megjelent a hozzá tartozó kislemez is, amely egyébként két videójátékban is szerepelt, a Madden NFL 06-ben és a NHL 06-ben. Augusztus 22-én a Hand Of Blood EP megjelent az USA-ban is.
Szeptemberben jelent meg a Suffocating Under Words Of Sorrow videó és 19-én a kislemez is.
A debütáló albumuk a The Poison volt, 2005. október 3-án jelent meg az Egyesült Királyságban. (Az USA-ban 2006. február 14-én.) Az album a Billboard Top 200-as listán 128. helyezést ért el. A "Top Heatseekers"-en harmadik, a "Top Independent"-en tizenegyedik helyezést kapott.
2008. február 6-ra összesen 375 000 példány kelt el belőle az USA-ban. Erről az albumról négy kislemezt másoltak ki, a 4 Words (To Choke Upon), majd a Suffocating Under Words Of Sorrow (What Can I Do), az All These Things I Hate (Revolve Around Me) és a Tears Don't Fall című dalokhoz.
Június végén volt a Tears Don’t Fall videó premiere, a kislemezt pedig július 17-én adták ki. A dal 24. helyezett lett a Hot Mainstream Rock Tracks listán, és 32. a Modern Rock Tracks-on.
Október 6-án jelent meg a Hand Of Blood EP – Live At Brixton, 27-én pedig az első, The Poison – Live At Brixton nevet viselő DVD-jük.
Az együttes a Download Fesztiválon három, egymást követő évben játszott. Először 2004-ben, a Barfly színpadon. Az együttes népszerűsége e téren is megmutatkozott, ugyanis 2005-ben már a nagyobb, Snickers színpadon játszott, a következő évben pedig a legnagyobbon a Guns N’ Roses-szal és a Funeral For a Friend-del együtt.
A Bullet For My Valentine ebben az időszakban turnézott a Metallicával és a Guns N’ Roses-szal hat héten keresztül, részt vett a Vans Warped és a Kerrang! Turnén.
Volt lehetőségük a Rob Zombie-val is turnézni, ám az énekes egy olyan üzenetet tett közzé, melyben arra panaszkodott, hogy nem bánnak jól se az együttessel, se a rajongókkal, a pólók árát (40 dollár) és a hangzás minőségét illetően.
A zenekar nem kapott öltözőt és képtelenek voltak egy próbát beiktatni a koncertek előtt, Matthew Tuck pénz-rabló faszoknak nevezte őket és nem akarta, hogy a vén barommal összefüggésbe hozzák. Ez utóbbit azzal indokolta, hogy alapvetően semmit nem jelentünk neki, de le van szarva – ha itt ez a hírnév ára, akkor végig kell csinálni.
Pár órával később Tuck elnézést kért az üzenet miatt, a turnéról pár nap múlva mégis ki lettek rúgva.
2007 júniusában Tuck gégegyulladásban szenvedett, emiatt több koncertet is töröltek illetve elhalasztottak egészen a következő év januárjáig. A mandulaeltávolítása az utolsó pillanatban lett előre hozva Tuck orvosa javaslatára. A júliusi műtét után még négy hét minimum gyógyulási időre volt Tucknak szüksége, így abban az időszakban minden koncert el volt törölve.
Bár beszélni nem tudott, megírta, hogy amint az orvosok engedélyezik neki, azonnal stúdióba vonulnak a következő albumot felvenni.

### Scream Aim Fire (2007–2008)
A második album felvételeit 2007 januárjában kezdték el a Sonic Ranch stúdióban, ugyancsak Colin Richardson segítségével, ezt azonban számos különböző ok miatt meg kellett szakítaniuk (amerikai turné; Tuck torokproblémái).
Tuck elmondása szerint egy teljes album anyaga a kezükben volt, amikor a Scream Aim Fire című dalt megírták. Ez mindent megváltoztatott, új témájú és új stílusú dalokat kezdtek el írni, sokkal tempósabbakat, sokkal agresszívabbakat.
Az album 2008. január 28-án és 29-én került a brit boltok polcaira. A Billboard 200-as listán egészen a 4. helyig tornászta fel magát, és csak az első héten 53 000 példány fogyott el.
Az első kislemez 2007 decemberében jelent meg, az album kiadása előtt 1 hónappal. Ez volt a Scream Aim Fire, amely egyben az album címadó dala, és a Guitar Hero World Tour egyik dalaként is szerepelt.
Ezt követte a márciusban megjelenő kislemez és videó, a Hearts Burst Into Fire.
A harmadik kislemez a Waking The Demon volt. Angliában áprilisban jelent meg, az USA-ban csak hónapokkal később, júniusban.
Ebben az évben az együttes maga mögött tudhatta az észak-amerikai és ausztráliai Taste of Chaos turnét olyan zenekarokkal, mint az Atreyu, a True Metal Conspirancy, az Idiot Pilot, a Blessthefall és az Avenged Sevenfold. Ezen kívül 2008 júniusában felléptek a Rock am Ring, Rock im Park és Download fesztiválokon is, augusztusban pedig a Reading és a Leeds fesztiválon is.
2008. április 14-én jelentették be, hogy a kanadai turnét sajnálatos módon kicsit le kell rövidíteni, mivel Jamesnek haza kellett utaznia, ugyanis a lánya kórházba került.
Turnéztak a No Fear Music Tour részeként Észak-Amerikában a Bleeding Through-val, a Cances Bats-el és a Black Tide-dal.
Novemberben és decemberben a Lacuna Coil, a Bleeding Through és a Black Tide támogatásával turnéztak Európában. November 15-én a Scream Aim Fire turné alatt Londonban, az Alexandra Palace-ban bejelentették, hogy a koncertet felveszik a következő DVD-jükhöz.
A másik bejelenteni való az volt, hogy Ausztráliában a Big Day Out-on is fel fognak lépni, és Új-Zélandon is 2009 januárjában és februárjában.
2008. november 28-án jött ki a Scream Aim Fire: Deluxe Edition. Ez azért volt különleges, mert tartalmazta a Scream Aim Fire képregények mindegyik részét, új bullet tv részeket és 3 új számot (One Good Reason Why; Watching Us Die Tonight; Road To Nowhere) plusz egy ritka számot (Ashes of the Innocent).

### Fever (2009-2011)
Megjelenése 2010. április 26.

### Temper Temper (2012-2013)
Megjelenése 2013. február 8.

### Venom (2013-2015)
Megjelenése 2015. augusztus 14.

### Gravity (2016-2018)
Megjelenése 2018. június 29.
2016-ban A Bullet For My Valentine bejelentette, hogy a dobosuk, Michael Thomas ki fog szállni pár hónapra, hogy a családjával lehessen, mert gyermeket várnak. Őt Jason Bowld az AxeWound zenekarból helyettesítette. 2016-ban a zenekar stúdiót váltott, aláírtak egy új teljes nemzetközi szerződést a Spinefarm Records-szal.
Nem sokkal később Matt a twitterre írta: "Here we go again. #BFMV6", azaz újra stúdióba vonultak, hogy felvegyék a hatodik stúdióalbumukat. Az év végén, novemberben pedig egy új dallal, a "Dont Need You"-val jelentkeztek, amely egyből videóklippel lett feltöltve a YouTube-ra.
2017 végén bejelentették, hogy az eredetileg tervezett átmeneti helyettesítés a doboknál nem átmeneti, és Jason a hivatalos dobosuk, aki így hivatalos 4. tagjukká lett.
2018. április 1-jén megjelentek egy új dallal, az "Over It"-tel a BBC Radio 1-en. Ez volt az első single az új albumukról, melyet megneveztek, Gravity-nek, és bejelentették a megjelenési dátumot, 2018. június 29-ét.
Május 18-án megjelent a "Letting You Go", két hétre rá, június 3-án pedig feltöltötték a videóklippet is.
Június 29-én az album megjelent, melyet a zenekar rajongói vegyes érzelmekkel fogadtak, sokan Tweeteltek arról, hogy a zenekar megint szakított a saját stílusával, és egy eladható pop albumot hoztak ki, mely sokkal rosszabb, az addig sokáig szapult Temper Tempernél is. A rajongó bázis másik fele egy erős, kiforrot albumot érzett, melyet a zenekarral együtt emocionálisnak, és melankólikusnak tituláltak. Az album nem hasonlítható egyik korábbi nagylemezükhöz sem. Az albumon több elektronikai beépülés, egy kisebb, más hangzású pergő hallható, gitárszólók nincsenek, helyette darálós dobok, erős ritmusváltások, és gyors riffek jellemzik, mélyretörő, és érzelmes szövegkönyvvel. Több akusztikus elem, és egy teljesen akusztikus dal is hallható, mely nem igazán hasonlít egy korábbi BFMV dalra sem, az exkluzív Japánban kiadott lemezen pedig kizárólag zongorával kísért dalok is vannak. Matt a Brit Metal Hammer magazinnak elmondta, hogy klisészerűen hangzik, de ez az ő szakítási albuma, hiszen ekkor váltak el a feleségével. Elmondta, hogy kora miatt (ekkor érte el a 38. életévét) elege lett abból, hogy ugyanolyan dalokat írnak, így inspirációnak más műfajokban kezdett el keresgélni, és ebben Jason nagy segítség volt, mert mindig is több műfajra volt nyitott. Saját szavai szerint: "Egyáltalán nem érdekel, ki mit mond az albumról, szerintem és szerintünk egy ízig-vérig Bullet album, mely erős és megállja a helyét".
A Deluxe edition 3 másik dalt is tartalmaz, melyek a "Breaking Out", "Crawling" és egy Imagine Dragons feldolgozás.

## Tagok
- Matthew Tuck – ének, ritmusgitár (1998-napjainkig)
- Michael Paget 'Padge' – gitár, háttérvokál (1998-napjainkig)
- Jason Bowld – dob (2015-től nem hivatalosan, 2017-től hivatalosan)
- Jamie Mathias – basszusgitár (2015-napjainkig)

## Korábbi tagok
- Nick Crandle – basszusgitár (1998-2003)
- Jason James – basszusgitár, vokál (2003-2015)
- Michael Thomas 'Moose' – dob (1998-2015)

## Stílus és külső hatások
A Bullet For My Valentine zenéjét a kritikusok dallamos metalcore, metalcore, heavy metal, és néha thrash metal jelzőkkel írják le. Az együttes tagjai azt nyilatkozták, hogy leginkább a Metallica, az Annihilator, a Pantera, Machine Head, Iron Maiden, Testament, Stuck Mojo, Slayer, Judas Priest és a Megadeth volt rájuk hatással. Ezek az előadók inspirálták a Bullet For My Valentine „fülbemászó szövegeit, agresszív riffjeit és dallamait”. Amikor az együttest erről kérdezték, a tagok elmondták, hogy nem fogják a hangzásukat megváltoztatni puszta reklámfogás gyanánt. Többen nevezik őket emocore-nak, screamónak vagy egyszerűen emónak, amelyre Tuck csak ennyit nyilatkozott: sokkal inkább érdekel minket, hogy milyen zenét játszunk, mint ahogy a kibaszott hajunk kinéz.
2013-ban a zenei stílusuk megváltozik, a srácok szakítanak a régebbi trash stílussal, és egy kiforrottabb, lágyabb hangzással, de erősebb, kifinomultabb szövegkönyvvel jelentkeznek a Temper Temper negyedik stúdióalbummal, melyek a rajongók elég vegyesen fogadták. A dallam melódikus hangzású lett, a screamek elmaradtak, helyette erős ritmusváltások, erősebben hangosított dob, és technikás, vele együtt dallamos gitárszólók vették át a fő lényeget.
A zenekar vette a rajongók kritizálását, és 2014-ben bejelentették, stúdióba vonulnak, egy olyan album felvételére, mely a mostani hangzásuk megtartásával, de a The Posion album eredeti erejével tér vissza.
2015-ben megjelent a Venom, V – mint római 5-ös, azonnal a címlapra ugrottak vele, a rajongók kitörő örömmel fogadták, és mindenki elfelejtette a Temper Temper hibáit. A screamek visszatértek, de megtartották az erősebb dobot, a technikásabb gitárszólókat, de visszavették az erős riffeket, és egy genge melankóliát csempésztek a dalok közé.
A hatodik stúdióalbumuk, a Gravity egyik albumra sem vonatkoztatható igazán, a dalokból eltüntek a gitárszólók, a pergőt kisebbre váltották, és elektronikai elemeket tettek a dalok közé. A zenekar melankólikus és emocionális albumnak tartja, mely egy új irányba indul el.

## Díjaik
- 2005 – Welsh Music Awards – "Best Newcomer"
- 2005 – Kerrang! Awards – "Best British Newcomer"
- 2006 – Metal Hammer Golden Gods – "Best British Band"
- 2006 – Kerrang! Awards – "Best UK Single? (Tears Don't Fall)
- 2007 – Metal Hammer Golden Gods – "Best British Band"
- 2008 – Kerrang! Awards – "Best British Band"
- 2008 – Kerrang! Awards – "Best Album? (Scream Aim Fire)
- 2008 – Kerrang! Awards – "Best Video? (Waking The Demon)
- 2008 – Kerrang! Awards – "Best Live Band"
- 2008 – Kerrang! Awards – "Best Band"
- 2008 – Kerrang! Awards – "Best Song" (Waking The Demon)
- 2008 – Kerrang! Awards – "Hero of the Year" (Tuck)
- 2009 – Kerrang! Awards – "Best British Band"
- 2010 – Kerrang! Awards – "Best Live Band"
- 2010 – Metal Hammer Golden Gods – "Best British Band"

## Diszkográfia

### Stúdió albumok
- 2006: The Poison
- 2008: Scream Aim Fire
- 2010: Fever
- 2013: Temper Temper
- 2015: Venom
- 2018: Gravity
- 2021: Bullet for My Valentine

### Kiadványok
- 2001: Don't Walk Away
- 2002: You/Play with Me
- 2004: Bullet For My Valentine (EP)
- 2005: Hand Of Blood
- 2006: Hand Of Blood EP: Live at Brixton
- 2007: Rare Cuts
- 2008: Road To Nowhere

### DVD-k
- The Poison: Live at Brixton

### Kislemezek
- 2005: "4 Words (To Choke Upon)"
- 2005: "Suffocating Under Words of Sorrow (What Can I Do)"
- 2006: "All These Things I Hate (Revolve Around Me)"
- 2006: "Tears Don't Fall"
- 2007: "Scream Aim Fire"
- 2008: "Hearts Burst Into Fire"
- 2008: "Waking The Demon"
- 2010: "The Last Fight"
- 2010: "Your Betrayal"
- 2010: "Bittersweet Memories"
- 2016: "Dont Need You"

## Külső hivatkozások
- Hivatalos honlap
- Koncertek
- Magyar rajongói oldal
- Dalszövegek